# Ян Теодор Сикст из Оттерсдорфа
Ян Теодор Сикст из Оттерсдорфа (чеш. Jan Theodor Sixt z Ottersdorfu; 1569—1654, Дрезден, Саксония) — чешский политический деятель, сын гуманиста Сикста из Оттерсдорфа. Учился в Виттенбергском университете, после смерти отца в 1583 году унаследовал дом в пражском Старе-Месте, который перестроил в 1607—1612 годах. Примкнул к антигабсбургскому восстанию 1618 года, стал членом нового правительства — Директории. Из-за тяжёлой болезни долго не мог участвовать в работе этого органа, что впоследствии стало для него смягчающим обстоятельством.
После поражения восстания Ян Теодор был приговорён к смерти за измену, оскорбление величества и подстрекательство народа к мятежу. Его должны были казнить на Староместской площади 21 июня 1621 года, но в последний момент помиловали благодаря хлопотам его племянников (Ян Теодор стал единственным из 28 осуждённых, получившим жизнь). Некоторое время он провёл в тюрьме, потом эмигрировал и умер в Дрездене.